# Tipula (Acutipula) aktashi
Tipula (Acutipula) aktashi is een tweevleugelige uit de familie langpootmuggen (Tipulidae). De soort komt voor in het Palearctisch gebied.